# Bosque Hercínico

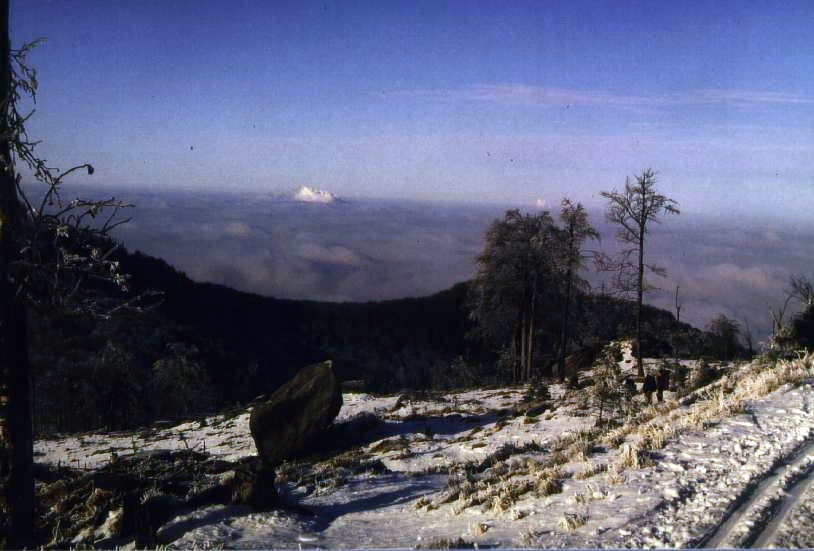
Inversión sobre Frýdlant, vista desde Bílá kuchyně hacia el noroeste.

El Hercynia Silva o Hercynius Saltus (Bosque o Región de Hercinia) fue un territorio montañoso y boscoso de Germania.
El primero en mencionarlo fue Aristóteles, pero el primero en dar algún detalle fue Julio César, que dice que comenzaba en el límite del país de los helvecios, németes y ráuracos e iba hacia el este paralelo al Danubio hasta el país de los dacios y los anartes. Para Pomponio Mela y Estrabón, el nombre se aplicaba en general a todas las montañas del sur y el centro de Germania.
Las montañas Harz parecen derivar su nombre de la antigua denominación (la palabra Harz quiere decir montaña boscosa). Más adelante, cuando los romanos conocían ya mejor Germania, el nombre fue aplicado a un territorio más reducido entre Bohemia y Hungría. Ptolomeo lo aplica a las montañas entre los Sudetes y los Cárpatos.